# Lega Basket Serie A 2024-25
La Serie A 2024-25, conocida por motivos de patrocinio como Serie A UnipolSai fue la edición número 103 de la Lega Basket Serie A, la máxima competición de baloncesto de Italia. La temporada regular comenzó el 28 de septiembre de 2024 y finalizó con los playoffs en junio de 2025. El campeón fue la Virtus Segafredo Bologna, que lograba así su decimoséptimo scudetto.

## Equipos

### Ascensos y descensos
La temporada 2023-24 trajo consigo los descensos del New Basket Brindisi y el Victoria Libertas Pesaro a la Serie A2, de la que ascendieron para la presente temporada el Trapani Shark y el Pallacanestro Trieste.

### Equipos y localización
| Equipo                     | Sede          | Pabellón            | Capacidad |
| -------------------------- | ------------- | ------------------- | --------- |
| Banco di Sardegna Sassari  | Sassari       | PalaSerradimigni    | 5,000     |
| Bertram Derthona Tortona   | Tortona       | Pala OltrePo        | 1,800     |
| Dolomiti Energia Trentino  | Trento        | BLM Group Arena     | 4,360     |
| Germani Brescia            | Brescia       | PalaLeonessa        | 5,200     |
| Gevi Napoli                | Nápoles       | PalaBarbuto         | 5,500     |
| EA7 Emporio Armani Milano  | Milán         | Mediolanum Forum    | 12,700    |
| Nutribullet Treviso Basket | Treviso       | PalaVerde           | 5,134     |
| UNAHOTELS Reggio Emilia    | Reggio Emilia | PalaBigi            | 4,530     |
| Scafati Basket             | Scafati       | PalaMangano         | 3,700     |
| Pistoia Basket 2000        | Pistoia       | PalaCarrara         | 3,916     |
| Trapani Shark              | Trapani       | PalaIlio            | 4,575     |
| Pallacanestro Trieste 2004 | Trieste       | PalaTrieste         | 6,943     |
| Guerino Vanoli Basket      | Cremona       | PalaRadi            | 3,519     |
| Openjobmetis Varese        | Varese        | Enerxenia Arena     | 5,100     |
| Umana Reyer Venezia        | Venecia       | Palasport Taliercio | 3,506     |
| Virtus Segafredo Bologna   | Bolonia       | Virtus Arena        | 9,700     |

## Temporada regular

### Clasificación
|                                                       | Equipo                     | J  | G  | P  | PF   | PC   | DP   | PTS |
| ----------------------------------------------------- | -------------------------- | -- | -- | -- | ---- | ---- | ---- | --- |
| 1                                                     | Segafredo Virtus Bologna   | 30 | 23 | 7  | 2581 | 2321 | 260  | 46  |
| 2                                                     | Trapani Shark              | 30 | 22 | 8  | 2838 | 2556 | 282  | 44  |
| 3                                                     | Germani Basket Brescia     | 30 | 22 | 8  | 2722 | 2541 | 181  | 44  |
| 4                                                     | Dolomiti Energia Trento    | 30 | 22 | 8  | 2654 | 2445 | 209  | 44  |
| 5                                                     | EA7 Emporio Armani Milano  | 30 | 20 | 10 | 2683 | 2510 | 173  | 40  |
| 6                                                     | Pallacanestro Trieste      | 30 | 18 | 12 | 2616 | 2548 | 68   | 36  |
| 7                                                     | UNAHOTELS Reggio Emilia    | 30 | 18 | 12 | 2390 | 2328 | 62   | 36  |
| 8                                                     | Umana Reyer Venezia        | 30 | 16 | 14 | 2494 | 2404 | 90   | 32  |
| 9                                                     | Bertram Tortona            | 30 | 15 | 15 | 2586 | 2580 | 6    | 30  |
| 10                                                    | Banco di Sardegna Sassari  | 30 | 12 | 18 | 2434 | 2536 | -102 | 24  |
| 11                                                    | NutriBullet Treviso Basket | 30 | 12 | 18 | 2536 | 2643 | -107 | 24  |
| 12                                                    | Openjobmetis Varese        | 30 | 10 | 20 | 2589 | 2846 | -257 | 20  |
| 13                                                    | Vanoli Cremona             | 30 | 9  | 21 | 2394 | 2539 | -145 | 18  |
| 14                                                    | Napoli Basket              | 30 | 9  | 21 | 2509 | 2667 | -158 | 18  |
| 15                                                    | Givova Scafati             | 30 | 6  | 24 | 2532 | 2787 | -255 | 12  |
| 16                                                    | Pistoia Basket 2000        | 30 | 6  | 24 | 2362 | 2669 | -307 | 12  |
| Fuente: Lega Basket Serie A; actualización automática |                            |    |    |    |      |      |      |     |

### Resultados
| Local \ Visitante | BOL    | BRE    | CRE    | MIL    | NAP    | PIS     | REG     | SAS    | SCA    | TNT     | TOR    | TRA     | TRI     | TRV    | VAR     | VEN     |
| ----------------- | ------ | ------ | ------ | ------ | ------ | ------- | ------- | ------ | ------ | ------- | ------ | ------- | ------- | ------ | ------- | ------- |
| Bologna           | —      | 91–79  | 81–63  | 86–80  | 86–75  | 84–68   | 69–45   | 95–85  | 97–71  | 80–75   | 85–81  | 101–96  | 70–78   | 104–97 | 104–67  | 85–74   |
| Brescia           | 98–97  | —      | 99–87  | 73–79  | 97–84  | 90–83   | 79–66   | 94–87  | 86–72  | 83–77   | 98–106 | 74–95   | 93–90   | 114–91 | 118–94  | 97–89   |
| Cremona           | 69–74  | 89–100 | —      | 83–95  | 94–85  | 65–66   | 74–77   | 65–80  | 88–85  | 86–89   | 94–99  | 85–80   | 81–101  | 94–77  | 78–60   | 78–86   |
| Milano            | 73–82  | 88–85  | 118–83 | —      | 89–82  | 95–80   | 108–106 | 100–75 | 100–72 | 89–87   | 94–98  | 105–90  | 87–74   | 90–80  | 119–92  | 79–78   |
| Napoli            | 93–88  | 90–85  | 81–87  | 95–87  | —      | 70–74   | 76–84   | 87–70  | 96–94  | 89–114  | 92–83  | 76–95   | 83–92   | 69–84  | 87–97   | 80–81   |
| Pistoia           | 62–86  | 84–97  | 65–89  | 82–115 | 88–82  | —       | 73–70   | 63–86  | 89–91  | 88–92   | 89–93  | 88–94   | 69–89   | 84–90  | 111–96  | 64–77   |
| Reggio Emilia     | 57–69  | 68–80  | 78–51  | 87–78  | 89–86  | 86–72   | —       | 84–58  | 90–57  | 76–92   | 86–82  | 89–94   | 81–96   | 88–64  | 97–80   | 87–92   |
| Sassari           | 76–68  | 77–96  | 93–89  | 72–78  | 94–76  | 77–75   | 72–79   | —      | 86–97  | 81–84   | 87–82  | 92–80   | 98–86   | 96–94  | 81–86   | 96–97   |
| Scafati           | 87–104 | 93–95  | 85–77  | 78–83  | 81–91  | 107–102 | 69–84   | 98–82  | —      | 110–119 | 79–102 | 66–83   | 107–110 | 87–92  | 94–85   | 92–96   |
| Trento            | 87–79  | 75–78  | 76–80  | 91–57  | 90–83  | 87–64   | 84–63   | 95–77  | 88–78  | —       | 85–89  | 83–80   | 76–68   | 101–86 | 106–100 | 82–70   |
| Tortona           | 66–98  | 78–85  | 80–68  | 68–85  | 82–89  | 94–68   | 67–69   | 71–68  | 99–94  | 91–77   | —      | 91–101  | 82–85   | 90–95  | 89–82   | 89–82   |
| Trapani           | 88–89  | 94–88  | 79–73  | 89–81  | 95–85  | 104–60  | 109–73  | 88–68  | 101–87 | 107–99  | 78–84  | —       | 131–88  | 95–82  | 106–93  | 110–100 |
| Trieste           | 85–78  | 65–69  | 91–83  | 84–78  | 109–82 | 80–75   | 85–97   | 92–76  | 88–75  | 88–94   | 86–72  | 93–98   | —       | 85–73  | 107–81  | 70–76   |
| Treviso           | 74–80  | 86–84  | 87–84  | 79–89  | 78–90  | 91–88   | 90–94   | 70–76  | 104–75 | 76–83   | 92–91  | 71–87   | 95–100  | —      | 88–86   | 83–72   |
| Varese            | 104–95 | 77–118 | 85–87  | 94–92  | 89–86  | 102–95  | 63–78   | 89–84  | 95–82  | 79–92   | 95–105 | 100–109 | 85–80   | 92–89  | —       | 77–86   |
| Venezia           | 68–76  | 89–90  | 87–70  | 85–72  | 91–68  | 90–93   | 59–62   | 78–84  | 75–69  | 70–74   | 94–82  | 91–82   | 103–71  | 75–78  | 83–64   | —       |

### Playoffs
|  | Cuartos de final | Cuartos de final         | Cuartos de final | Cuartos de final       | Cuartos de final | Cuartos de final | Cuartos de final |    |                        | Semifinales              | Semifinales | Semifinales | Semifinales | Semifinales | Semifinales | Semifinales |   |                          | Final | Final | Final | Final | Final | Final | Final |  |
|  |                  |                          |                  |                        |                  |                  |                  |    |                        |                          |             |             |             |             |             |             |   |                          |       |       |       |       |       |       |       |  |
|  |                  |                          |                  |                        |                  |                  |                  |    |                        |                          |             |             |             |             |             |             |   |                          |       |       |       |       |       |       |       |  |
|  | 1                | Segafredo Virtus Bologna | 90               | 77                     | 82               | 78               | 86               |    |                        |                          |             |             |             |             |             |             |   |                          |       |       |       |       |       |       |       |  |
|  | 1                | Segafredo Virtus Bologna | 90               | 77                     | 82               | 78               | 86               |    |                        |                          |             |             |             |             |             |             |   |                          |       |       |       |       |       |       |       |  |
|  | 8                | Reyer Venezia            | 85               | 75                     | 89               | 84               | 84               |    |                        |                          |             |             |             |             |             |             |   |                          |       |       |       |       |       |       |       |  |
|  | 8                | Reyer Venezia            | 85               | 75                     | 89               | 84               | 84               |    | 1                      | Segafredo Virtus Bologna | 68          | 66          | 78          | 84          | -           |             |   |                          |       |       |       |       |       |       |       |  |
|  |                  |                          |                  |                        |                  |                  |                  |    | 1                      | Segafredo Virtus Bologna | 68          | 66          | 78          | 84          | -           |             |   |                          |       |       |       |       |       |       |       |  |
|  |                  |                          | 5                | Olimpia Milano         | 67               | 85               | 68               | 78 | -                      |                          |             |             |             |             |             |             |   |                          |       |       |       |       |       |       |       |  |
|  | 4                | Aquila Basket Trento     | 5                | Olimpia Milano         | 67               | 85               | 68               | 78 | -                      | 70                       | 70          | 79          | 82          |             |             |             |   |                          |       |       |       |       |       |       |       |  |
|  | 4                | Aquila Basket Trento     |                  |                        |                  |                  |                  |    |                        |                          |             | 79          | 82          |             |             |             |   |                          |       |       |       |       |       |       |       |  |
|  | 5                | Olimpia Milano           | 73               | 67                     | 107              | 89               |                  |    |                        |                          |             |             |             |             |             |             |   |                          |       |       |       |       |       |       |       |  |
|  | 5                | Olimpia Milano           | 73               | 67                     | 107              | 89               |                  |    |                        |                          |             |             |             |             |             |             | 1 | Segafredo Virtus Bologna | 90    | 75    | 96    | -     | -     |       |       |  |
|  |                  |                          |                  |                        |                  |                  |                  |    |                        |                          |             |             |             |             |             |             | 1 | Segafredo Virtus Bologna | 90    | 75    | 96    | -     | -     |       |       |  |
|  |                  |                          | 3                | Germani Basket Brescia | 87               | 65               | 74               | -  | -                      |                          |             |             |             |             |             |             |   |                          |       |       |       |       |       |       |       |  |
|  | 3                | Germani Basket Brescia   | 3                | Germani Basket Brescia | 87               | 65               | 74               | -  | -                      | 89                       | 92          | 80          | 92          |             |             |             |   |                          |       |       |       |       |       |       |       |  |
|  | 3                | Germani Basket Brescia   |                  |                        |                  |                  |                  |    |                        |                          |             | 80          | 92          |             |             |             |   |                          |       |       |       |       |       |       |       |  |
|  | 6                | Pallacanestro Trieste    | 77               | 103                    | 70               | 88               |                  |    |                        |                          |             |             |             |             |             |             |   |                          |       |       |       |       |       |       |       |  |
|  | 6                | Pallacanestro Trieste    | 77               | 103                    | 70               | 88               |                  | 3  | Germani Basket Brescia | 93                       | 85          | 92          |             |             |             |             |   |                          |       |       |       |       |       |       |       |  |
|  |                  |                          |                  |                        |                  |                  |                  | 3  | Germani Basket Brescia | 93                       | 85          | 92          |             |             |             |             |   |                          |       |       |       |       |       |       |       |  |
|  |                  |                          | 2                | Trapani Shark          | 92               | 77               | 86               |    |                        |                          |             |             |             |             |             |             |   |                          |       |       |       |       |       |       |       |  |
|  | 2                | Trapani Shark            | 2                | Trapani Shark          | 92               | 77               | 86               | 80 | 102                    | 90                       |             |             |             |             |             |             |   |                          |       |       |       |       |       |       |       |  |
|  | 2                | Trapani Shark            |                  |                        |                  |                  |                  |    |                        |                          |             |             |             |             |             |             |   |                          |       |       |       |       |       |       |       |  |
|  | 7                | Pallacanestro Reggiana   | 75               | 88                     | 83               |                  |                  |    |                        |                          |             |             |             |             |             |             |   |                          |       |       |       |       |       |       |       |  |
|  | 7                | Pallacanestro Reggiana   | 75               | 88                     | 83               |                  |                  |    |                        |                          |             |             |             |             |             |             |   |                          |       |       |       |       |       |       |       |  |
|  |                  |                          |                  |                        |                  |                  |                  |    |                        |                          |             |             |             |             |             |             |   |                          |       |       |       |       |       |       |       |  |

## Estadísticas
Hasta el 11 de mayo de 2025.
| Rank | Nombre               | Equipo                  | PPP  |
| ---- | -------------------- | ----------------------- | ---- |
| 1.   | Rob Gray             | Scafati Basket          | 21.1 |
| 2.   | Jaylen Hands         | Pallacanestro Varese    | 19.3 |
| 3.   | Jordan Ford          | Aquila Basket Trento    | 17.0 |
| 4.   | Michael Forrest      | Pistoia Basket          | 17.0 |
| 5.   | Osvaldas Olisevicius | Universo Treviso Basket | 16.9 |

| Rank | Nombre            | Equipo                   | APP |
| ---- | ----------------- | ------------------------ | --- |
| 1.   | Andrea Cinciarini | Victoria Libertas Pesaro | 7.3 |
| 2.   | Kevin Pangos      | Napoli Basket            | 6.7 |
| 3.   | Justin Robinson   | Trapani Shark            | 6.0 |
| 4.   | Corey Davis Jr.   | Vanoli Basket Cremona    | 5.7 |
| 5.   | Tyler Ennis       | Reyer Venezia            | 5.5 |

| Rank | Nombre            | Equipo                  | RPP  |
| ---- | ----------------- | ----------------------- | ---- |
| 1.   | Miro Bilan        | Basket Brescia Leonessa | 10.0 |
| 2.   | Mfiondu Kabengele | Reyer Venezia Mestre    | 9.7  |
| 3.   | Derek Cooke       | Pistoia Basket          | 9.6  |
| 4.   | Mouhamed Faye     | UNAHOTELS Reggio Emilia | 8.0  |
| 5.   | Kenneth Faried    | Pallacanestro Reggiana  | 7.2  |

| Rank | Nombre            | Equipo                  | VPP  |
| ---- | ----------------- | ----------------------- | ---- |
| 1.   | Miro Bilan        | Basket Brescia Leonessa | 23.4 |
| 2.   | Mfiondu Kabengele | Reyer Venezia Mestre    | 20.3 |
| 3.   | Tornike Shengelia | Virtus Bologna          | 19.1 |
| 4.   | Markel Brown      | Pallacanestro Trieste   | 18.7 |
| 5.   | Tyler Ennis       | Reyer Venezia           | 18.6 |

## Premios

### Temporada regular

#### Mejor jugador de la jornada
| Jor. | Jugador              | Equipo                  | Val. | Ref.   |
| ---- | -------------------- | ----------------------- | ---- | ------ |
| 1    | Miro Bilan           | Germani Brescia         | 37   | [ 14 ] |
| 2    | Markel Brown         | Pallacanestro Trieste   | 38   | [ 15 ] |
| 3    | Jaylen Barford       | Pallacanestro Reggiana  | 25   | [ 16 ] |
| 4    |                      |                         |      |        |
| 5    | Colbey Ross          | Pallacanestro Trieste   | 21   | [ 17 ] |
| 6    | Arturs Strautins     | Openjobmetis Varese     | 30   | [ 18 ] |
| 7    | Matteo Librizzi      | Derthona Basket         | 30   | [ 19 ] |
| 8    | Justin Robinson      | Trapani Shark           | 30   | [ 20 ] |
| 9    | Jason Burnell        | Germani Brescia         | 30   | [ 21 ] |
| 10   | Miro Bilan (2)       | Germani Brescia         | 22   | [ 22 ] |
| 11   | Amar Alibegović      | Trapani Shark           | 34   | [ 23 ] |
| 12   | Jacob Pullen         | Napoli Basket           | 24   | [ 24 ] |
| 13   | Alessandro Pajola    | Virtus Bologna          | 26   | [ 25 ] |
| 14   | Armoni Brooks        | Olimpia Milano          | 36   | [ 26 ] |
| 15   | Nikola Mirotic       | Olimpia Milano          | 35   | [ 27 ] |
| 16   | Quinn Ellis          | Aquila Basket Trento    | 25   | [ 28 ] |
| 17   | Miro Bilan (3)       | Basket Brescia Leonessa | 48   | [ 29 ] |
| 18   | Colbey Ross (2)      | Pallacanestro Trieste   | 35   | [ 30 ] |
| 19   | Mfiondu Kabengele    | Reyer Venezia           | 32   | [ 31 ] |
| 20   | Justin Robinson (2)  | Trapani Shark           | 42   | [ 32 ] |
| 21   | Isaïa Cordinier      | Virtus Bologna          | 29   | [ 33 ] |
| 22   | JD Notae             | Trapani Shark           | 26   | [ 34 ] |
| 23   | JD Notae (2)         | Trapani Shark           | 27   | [ 35 ] |
| 24   | Jacob Pullen (2)     | Napoli Basket           | 25   | [ 36 ] |
| 25   | Tornik'e Shengelia   | Virtus Bologna          | 37   | [ 37 ] |
| 26   | Isaïa Cordinier      | Virtus Bologna          | 26   | [ 38 ] |
| 27   | Ky Bowman            | Treviso Basket          | 35   | [ 39 ] |
| 28   | Osvaldas Olisevicius | Treviso Basket          | 28   | [ 40 ] |
| 29   | Matt Morgan          | Virtus Bologna          | 27   | [ 41 ] |
| 30   | Will Clyburn         | Virtus Bologna          | 28   | [ 42 ] |

#### Mejor jugador del mes
| Mes       | Jugador           | Equipo          | Ref.   |
| --------- | ----------------- | --------------- | ------ |
| Octubre   | Miro Bilan        | Germani Brescia | [ 43 ] |
| Noviembre | Justin Robinson   | Trapani Shark   | [ 44 ] |
| Diciembre | Miro Bilan (2)    | Germani Brescia | [ 45 ] |
| Enero     | Mfiondu Kabengele | Reyer Venezia   | [ 46 ] |
| Marzo     | Miro Bilan (3)    | Germani Brescia | [ 47 ] |
| Abril     | Chris Horton      | Trapani Shark   | [ 48 ] |